# Arcimoto FUV
Arcimoto FUV – elektryczny trójkołowy mikrosamochód produkowany pod amerykańską marką Arcimoto od 2019 roku.

## Historia i opis modelu
Powstanie pierwszego produkcyjnego samochodu Arcimoto poprzedził 12-letni proces konstrukcyjny, który zapoczątkowała seria 6 prototypów, prezentowanych kolejno jako rozwinięcie poprzedzającego. Ostatecznym efektem tych prac był model Arcimoto FUV, przedstawiony w lutym 2019 roku, czerpiący swoją nazwę od skrócenia słów Fun Utility Vehicle, wyrażających charakter pojazdu. 
Samochód przyjął postać trójkołowca z dwoma kołami umieszczonymi z przodu oraz pojedynczym po przeciwnej stronie, wyróżniając się nietypową koncepcją, stanowiącą połączenie samochodu oraz motocykla. Wąskie i wysokie nadwozie opracowane zostało pod kątem pomieszczenia dwóch pasażerów na fotelach umieszczonych jeden za drugim. Zamiast koła kierownicy zdecydowano się zastosować kierownicę typową dla dwuśladów, taką jak w motocyklach i skuterach. Strukturę nadwozia utworzyło odsłonięte orurowanie z dużą szybą czołową.
W lipcu 2021 przedstawiono przedprodukcyjny egzemplarz obsługujący autonomiczną jazdę bez udziału kierowcy.

### Warianty
W 2021 oferta wariantów nadwoziowych trójkołowca Arcimoto została poszerzona także o odmianę dostawczą o nazwie Arcimoto Deliverator, a także model z otwartym nadwoziem pozbawionym szyb pod nazwą Arcimoto Roadster.

### Sprzedaż
Arcimoto FUV trafiło do sprzedaży na terenie Stanów Zjednoczonych, tuż po debiucie rynkowym w lutym 2019 roku. Cena za najtańszy egzemplarz została określona na poziomie 17,9 tysiąca dolarów amerykańskich.

### Dane techniczne
Arcimoto FUV napędzany jest silnikiem elektrycznym o mocy 77 KM, który pozwala rozpędzić się do 100 km/h w 7,5 s i osiągnąć maksymalną prędkość 121 km/h. Litowo-jonowa bateria o pojemności 20 kWh umożliwia przejechanie na jednym ładowaniu do 160 km podczas poruszania się w cyklu miejskim.